# 聖母瑪利亞 (繪畫)
《聖母瑪利亞》（意大利語：Madonna）是一系列描繪耶穌基督的母親瑪利亞的繪畫作品的統稱（時常與嬰孩時期的耶穌在一起）。在西方基督教美術界的稱呼可直譯為「我們的貴夫人」。
對聖母的描繪在拜占庭時代開始興盛。早期的聖母像的意念希臘語稱為，意思是虔誠、懺悔和愛—對聖子耶穌和人類的無盡的愛。
中世紀結束後對聖像出現新的想法，繪畫技巧和理論的創新亦為畫壇帶來了不少鉅作，而聖母像的傳統亦為文藝復興帶來巨大的衝擊。

## 著名的聖母畫像
- 《琴斯托霍瓦的黑色聖母》
- 《聖母子》，達文西
- 《聖母瑪利亞》，愛德華·蒙克
- 聖母瑪利亞 (繪畫)維維日城堡

### 聖母畫像

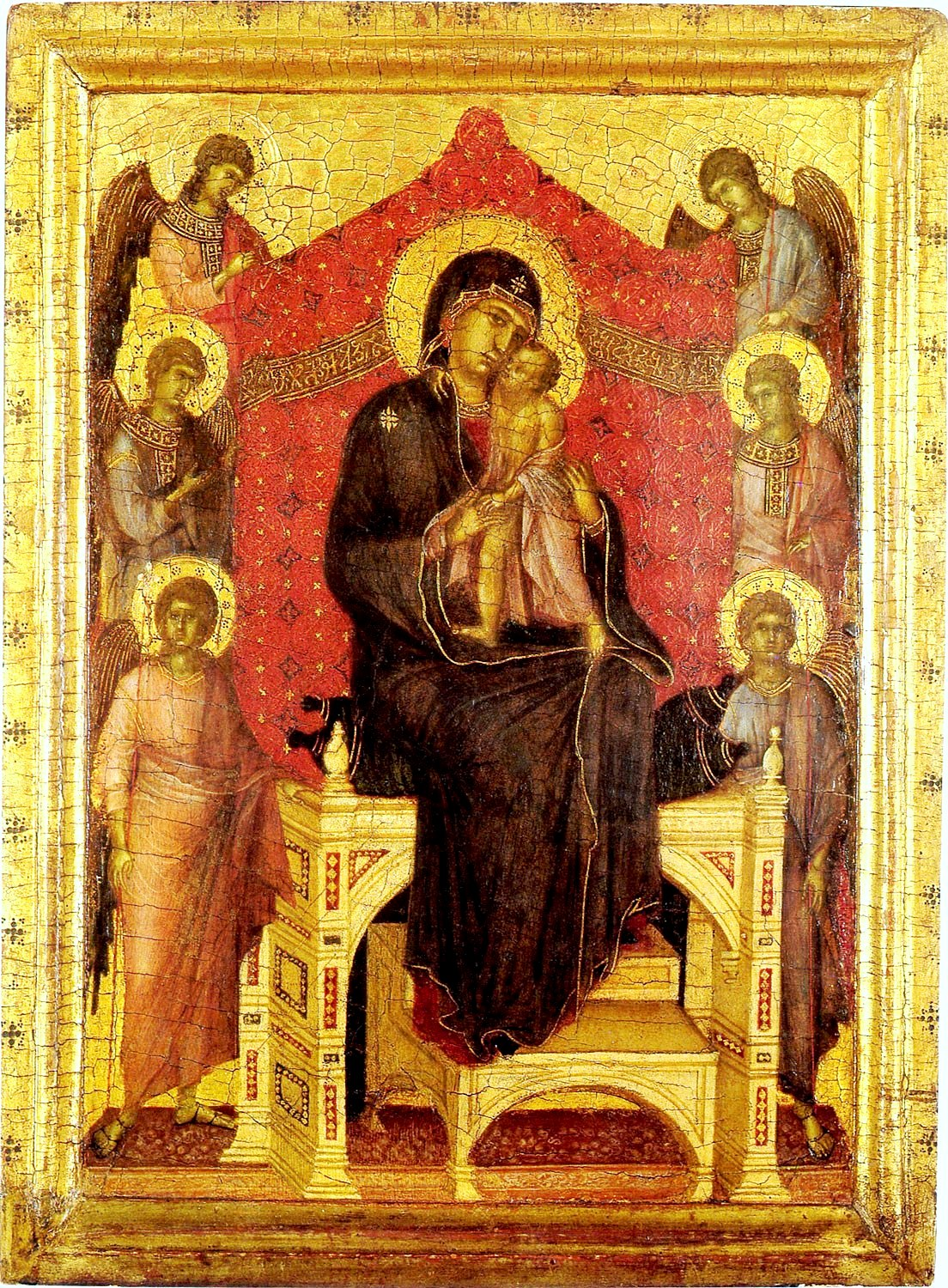
Madonna and Angels, Duccio, 1282
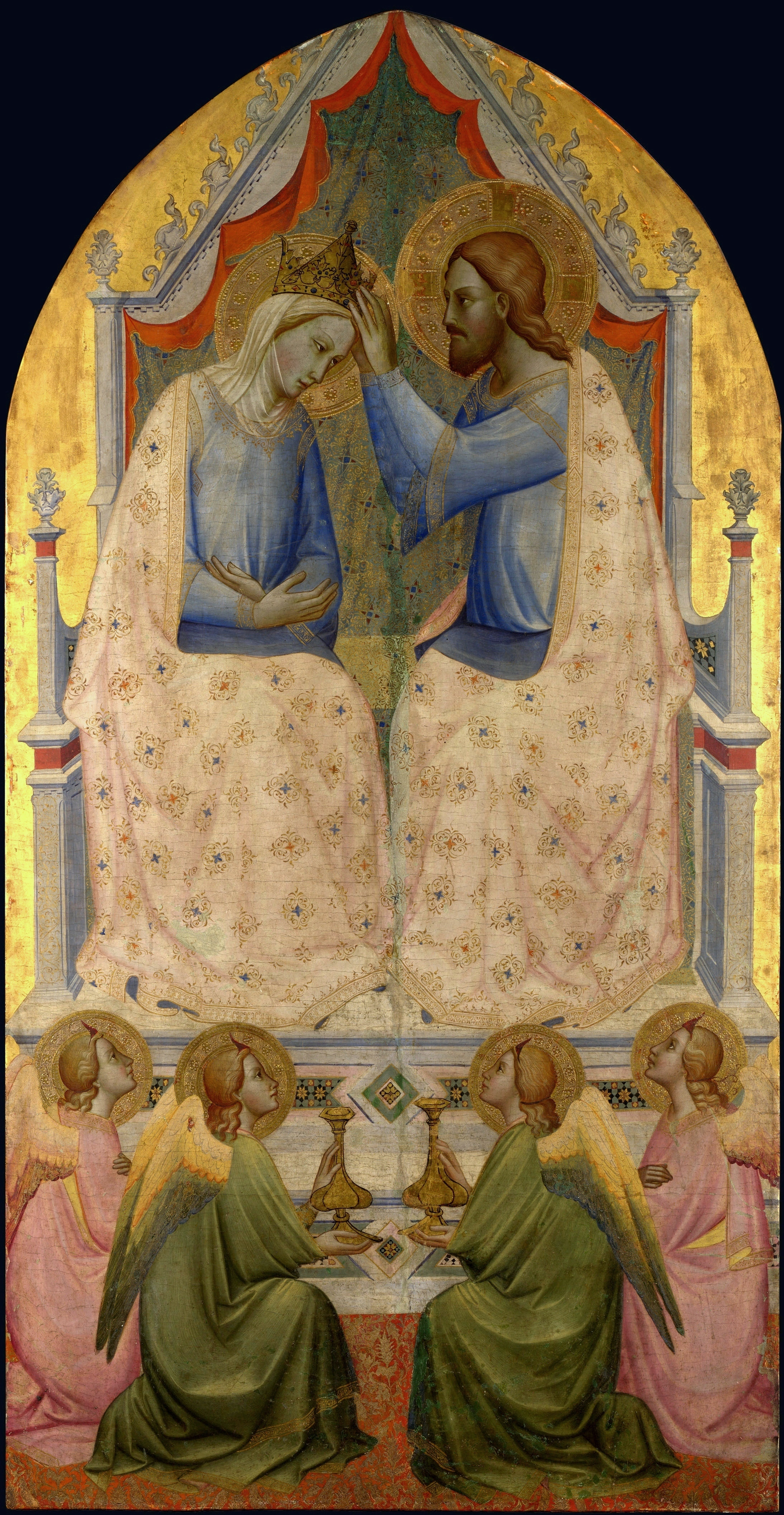
Agnolo Gaddi, Coronation of the Virgin, c. 1380
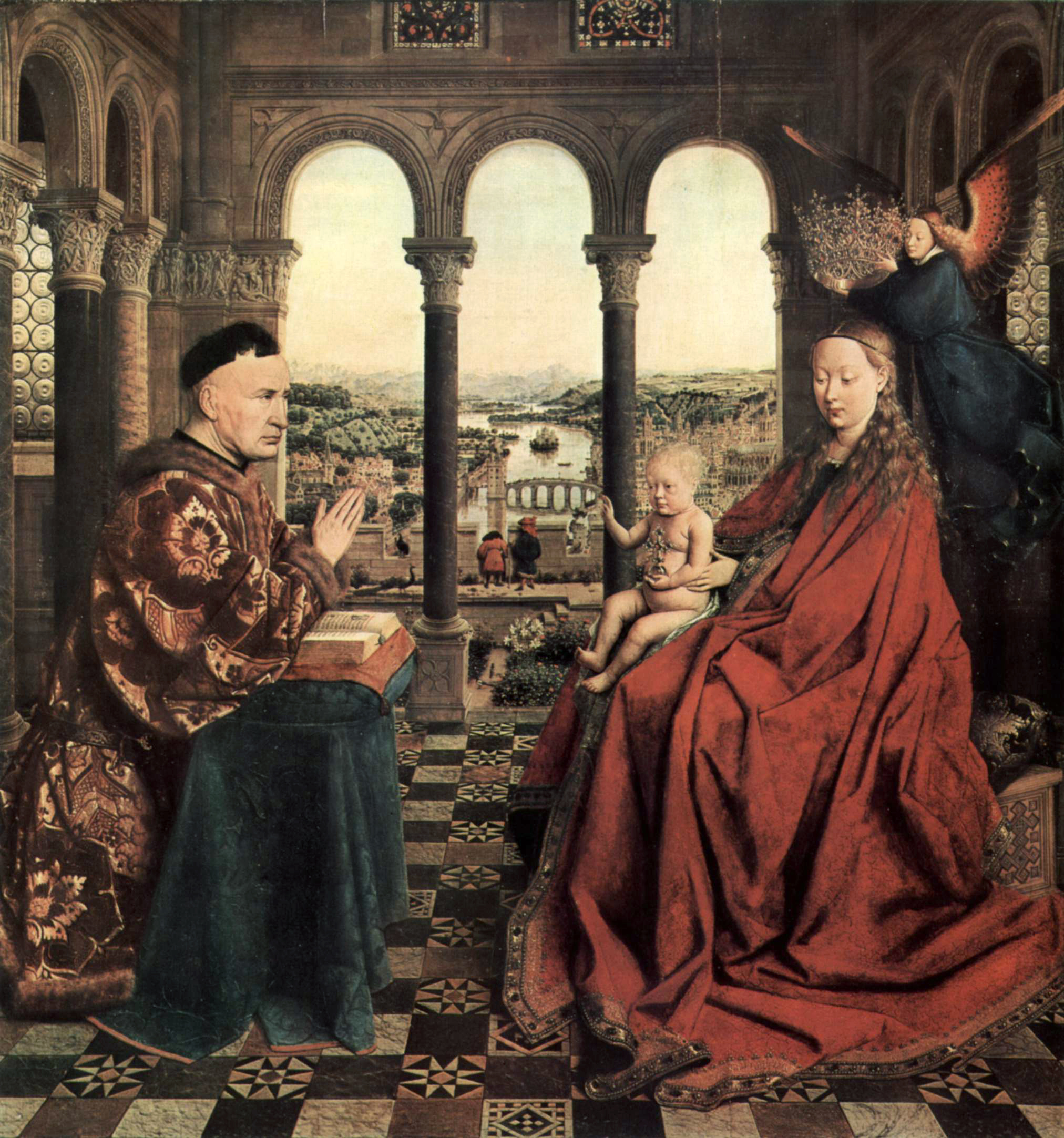
Madonna of Chancellor Rolin, 揚·范·艾克, Burgundy, c. 1435
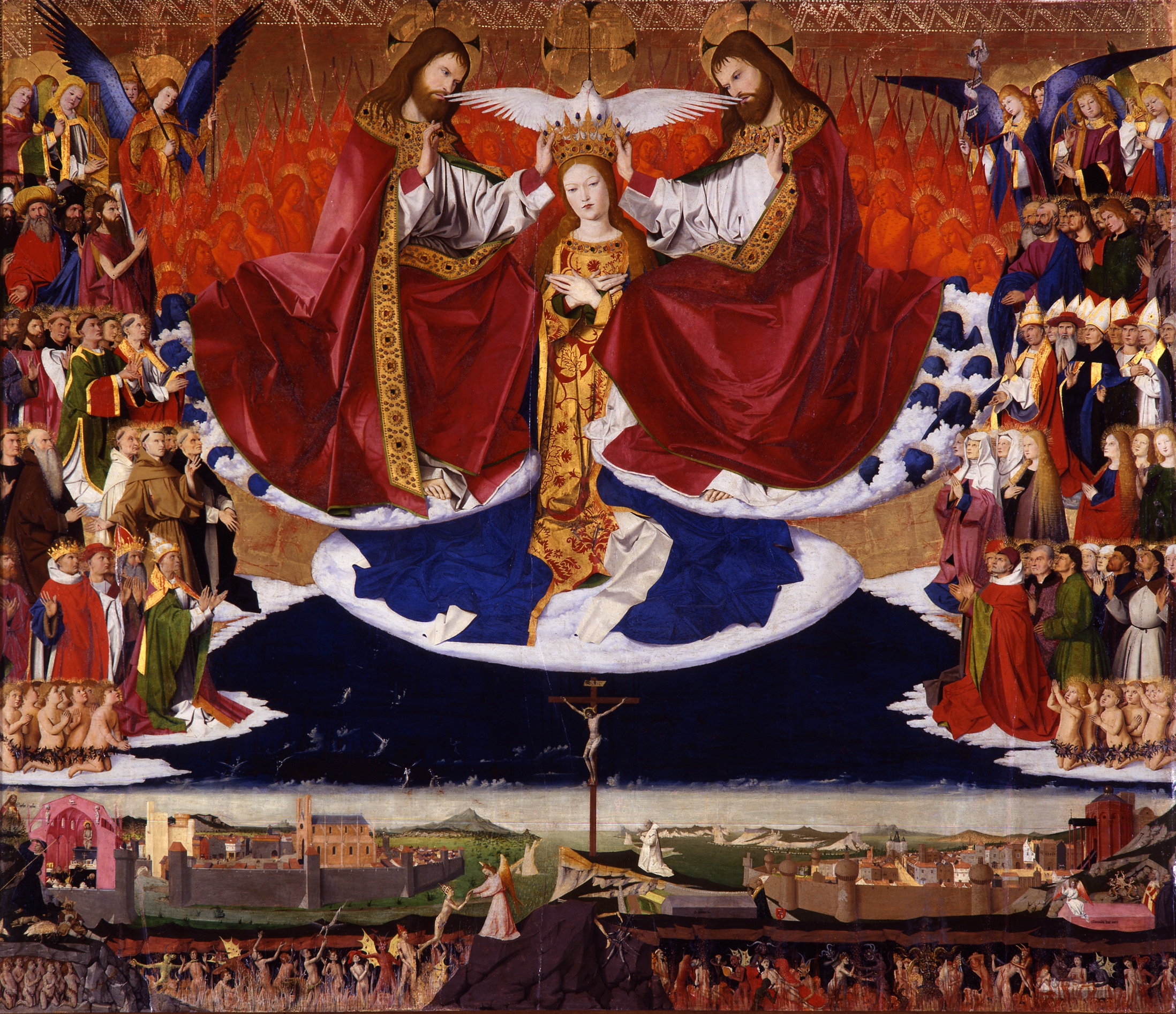
An unusual French Coronation by Enguerrand Quarton, 1454
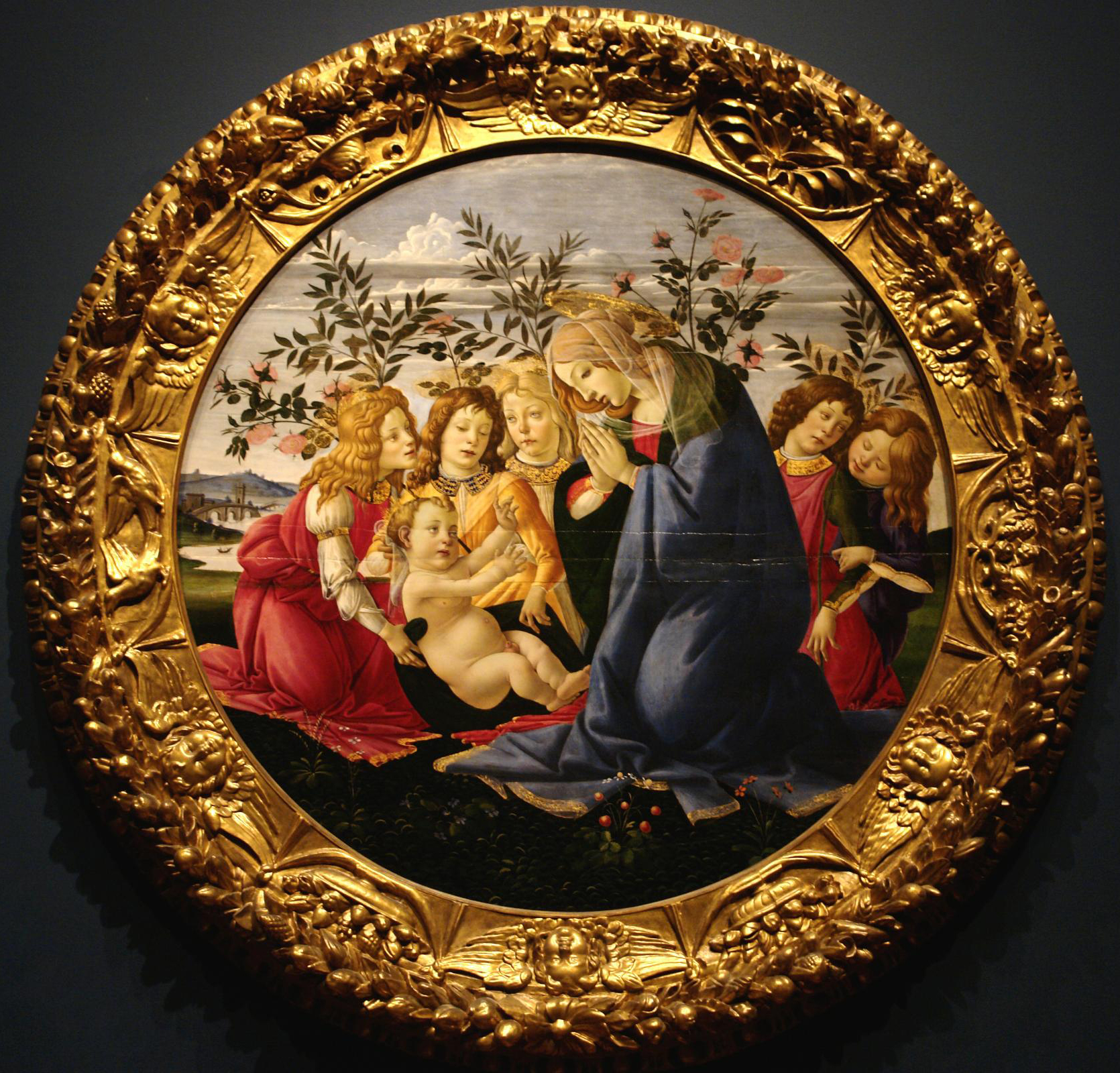
Madonna and five angels, 桑德罗·波提切利, c. 1485-1490
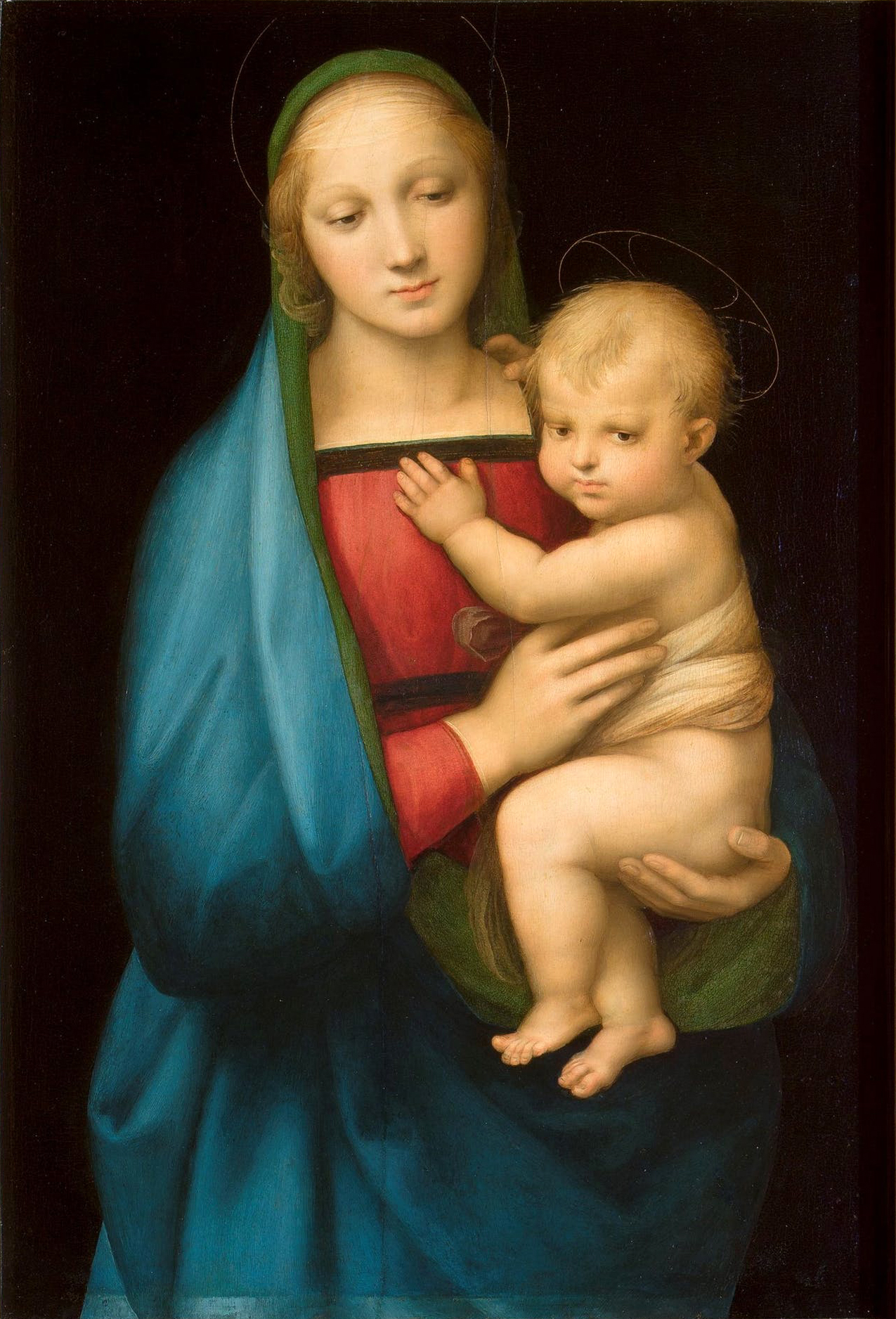
Madonna del Granduca, 拉斐尔·圣齐奥, 1505
Dolorosa, Murillo, 1665
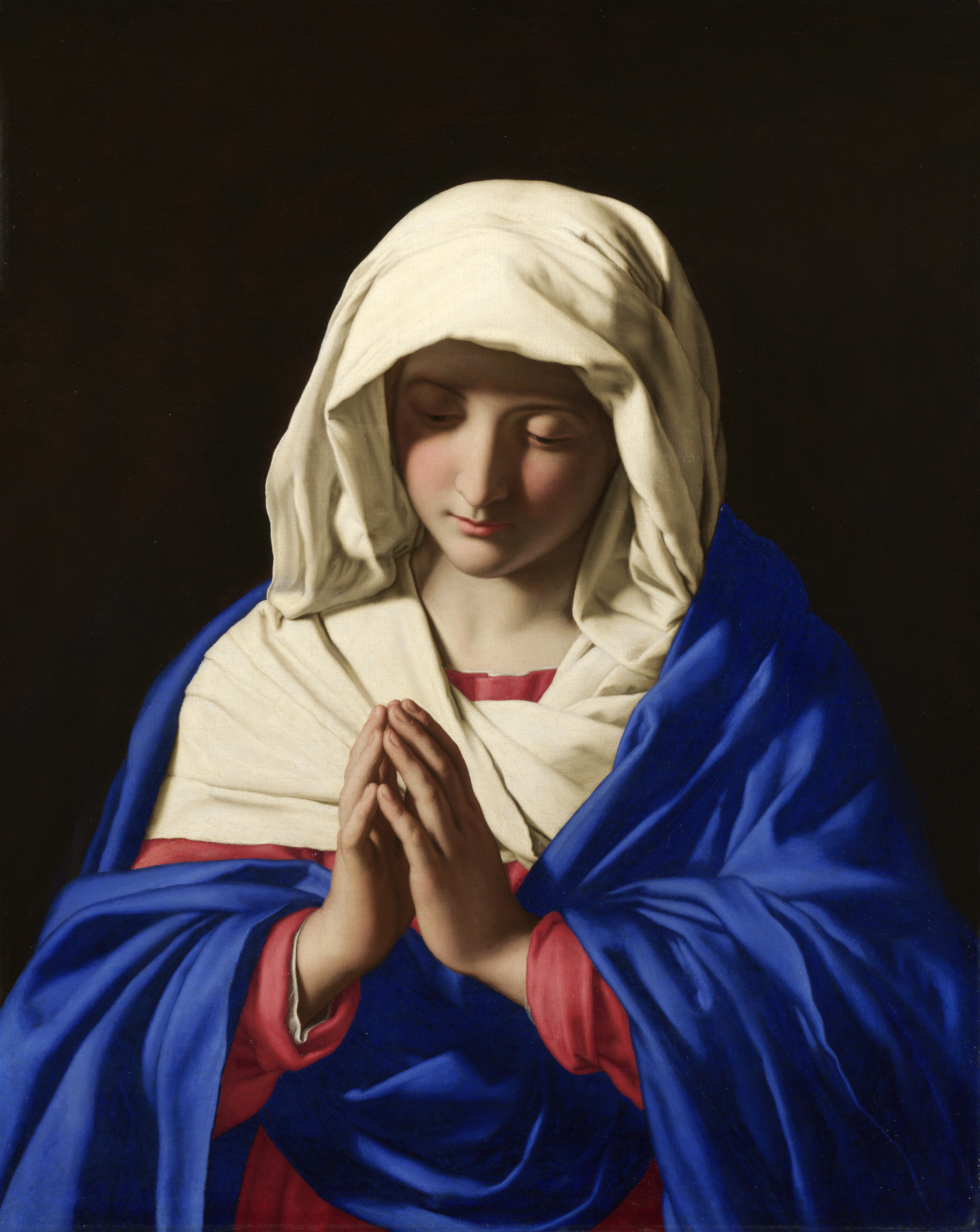
Virgin Mary by Sassoferrato, 17th century
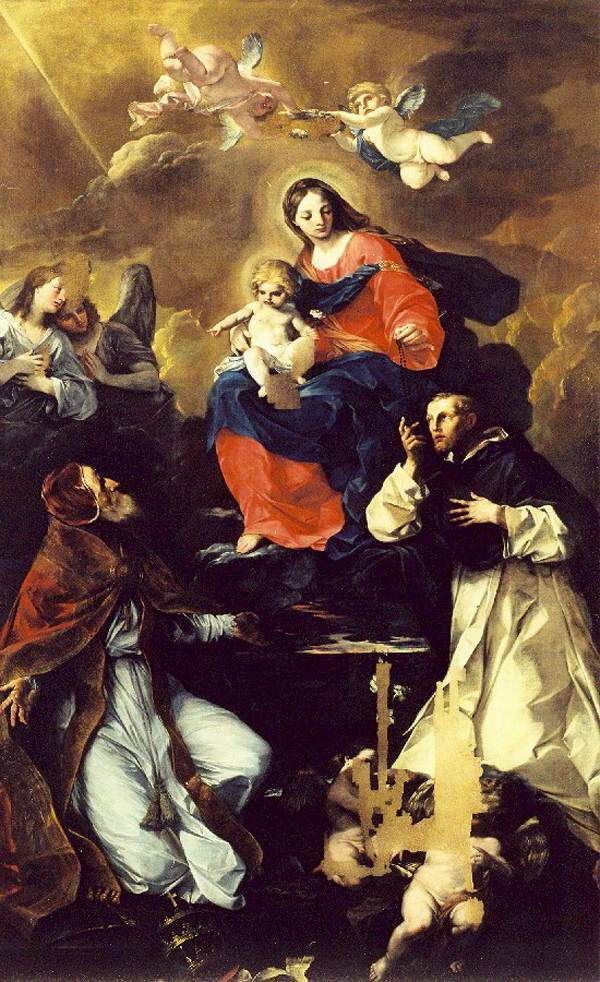
Virgin and Child with Angels and Saints, Felice Torelli, 17th century
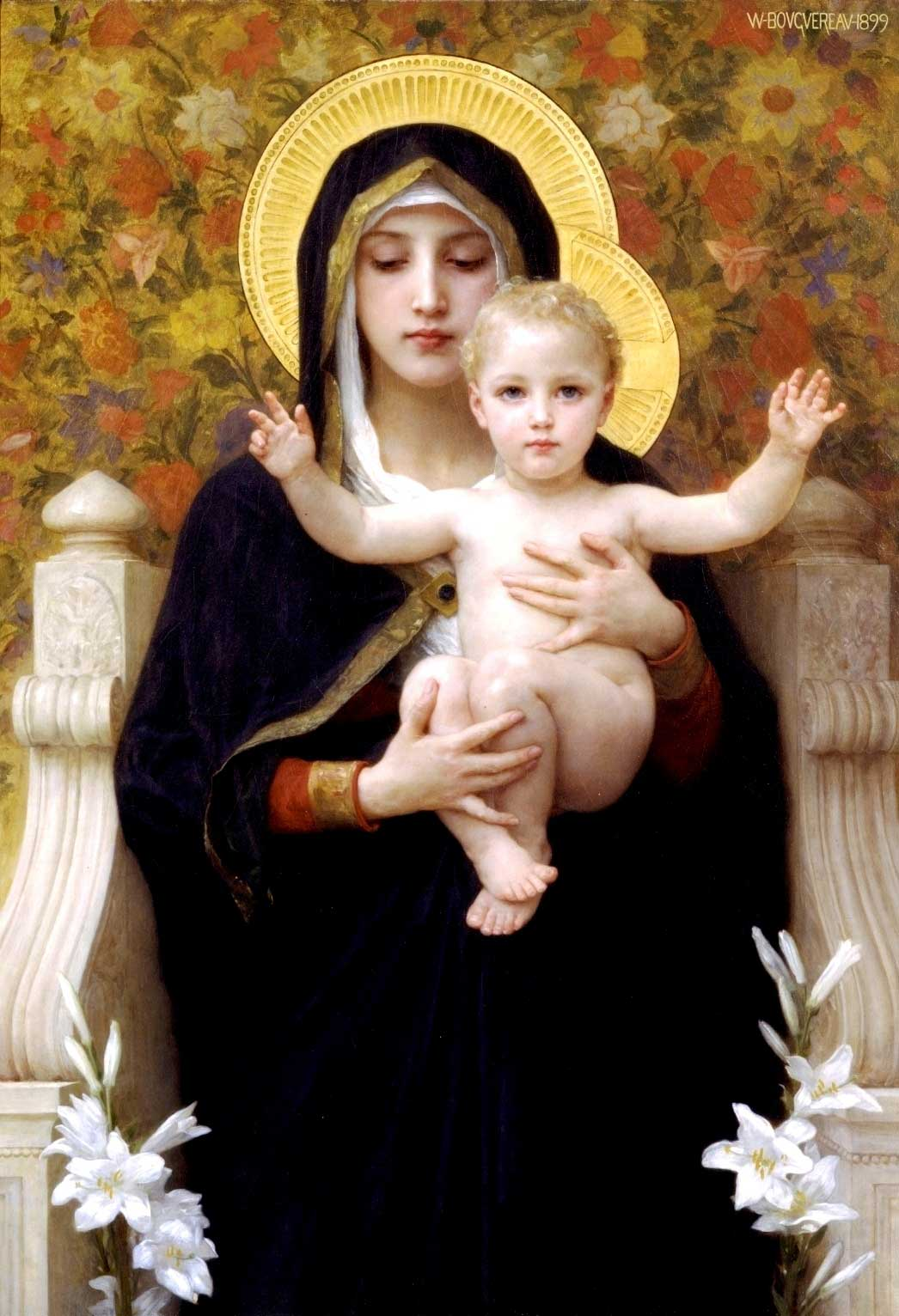
Virgin of the Lilies, 威廉·阿道夫·布格罗, 1899